# Il palazzo del Viceré
Il palazzo del Viceré (Viceroy's House) è un film del 2017 diretto da Gurinder Chadha e sceneggiato da Paul Mayeda Berges, Moira Buffini e la stessa Chadha. Attori principali del film sono Hugh Bonneville, Gillian Anderson, Manish Dayal, Huma Qureshi e Michael Gambon.

## Trama
Lord Mountbatten arriva al Palazzo del Viceré di Delhi nel 1947 con la moglie Edwina e la figlia Pamela. Come ultimo Viceré dell'India, è responsabile di sovrintendere alla dissoluzione dell'Impero anglo-indiano e alla creazione di una nazione indiana indipendente. Mountbatten tenta di mediare un disaccordo tra i due maggiori leader politici indiani Jawaharlal Nehru, che vuole che l'India rimanga intatta come una nazione dopo l'indipendenza, e Mohammad Ali Jinnah, che intende creare il separato stato musulmano del Pakistan.
Nel frattempo, il nuovo valletto di Mountbatten, Jeet incontra la bella Aalia, della quale era stato innamorato nel passato. Aalia continua a respingere Jeet perché lui è indù e lei musulmana e teme di deludere suo padre Ali.
Con le sommosse che esplodono in tutta l'India, gli inglesi decidono di accelerare il processo di indipendenza. Mountbatten è intento ad una soluzione di un solo Stato, ma con l'intensificazione della violenza tra i musulmani e gli indù, accetta con riluttanza la Partizione dell'India. Gli vengono dati solo un paio di mesi per creare uno stato separato dal territorio esistente, con l'aiuto di un avvocato inglese inesperto. Jeet continua a inseguire Aalia, fino a quando scopre che la ragazza è stata fidanzata fin dall'infanzia ad un altro uomo. I dipendenti del Palazzo del Viceré sono costretti a scegliere tra il restare in India o andare in Pakistan.
Lord Mountbatten va su tutte le furie quando scopre che il Capo del suo Staff, Lord Ismay, ha lavorato in segreto per disegnare i confini del Pakistan in modo da creare uno stato cuscinetto tra il subcontinente indiano e l'Unione Sovietica. Egli realizza così di essere stato manovrato come una pedina con la drammatica conseguenza dello spostamento di milioni di persone. Jeet è scioccato nell'apprendere che tutta la sua famiglia è stata massacrata nel Punjab. Sebbene Aalia rifiuti il suo fidanzato quando egli ritorna per rivendicarla, la giovane decide di partire per il Pakistan con il padre. Giorni dopo Jeet apprende leggendo su un giornale che il treno notturno su cui è salita Aalia è stato attaccato e che tutti i passeggeri sono stati uccisi. Infuriato, Jeet brandisce un coltello contro Mountbatten, prima di licenziarsi dal posto di lavoro.
Con Delhi sommersa di rifugiati, i Mountbatten decidono di rimanere in India per assisterli come meglio possono. Mentre Jeet lavora come volontario per aiutare i rifugiati ritrova tra i feriti Aalia, la sola sopravvissuta all'attacco del treno. I due giovani sono così finalmente riuniti.

## Produzione

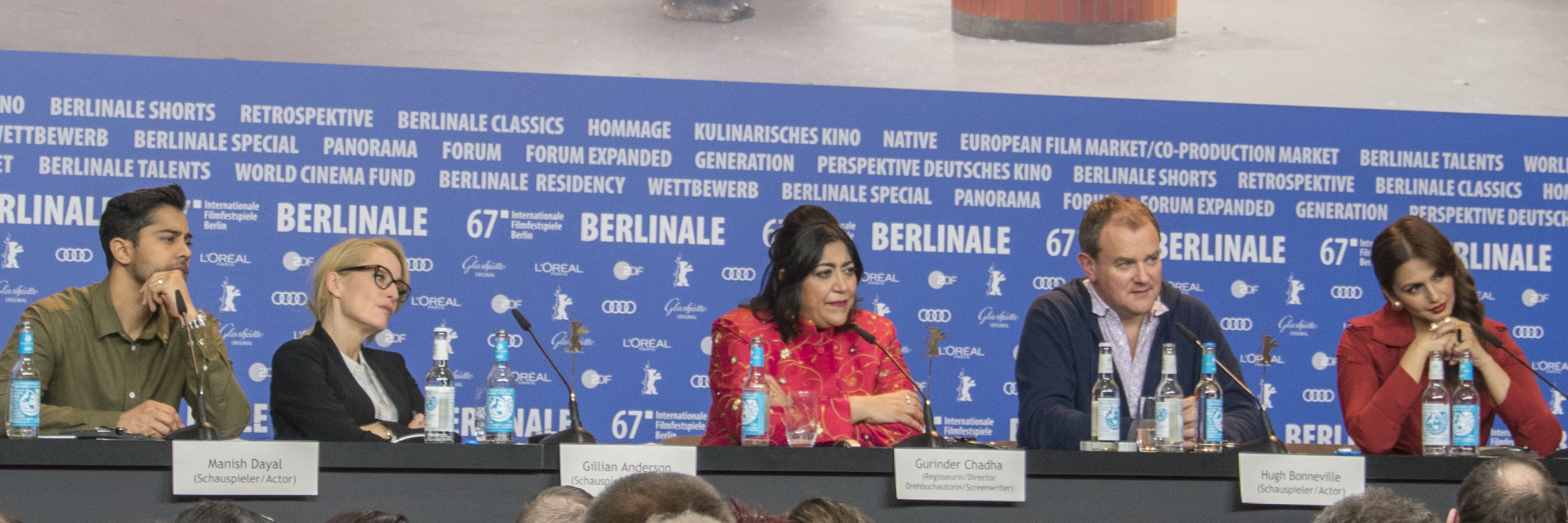
Manish Dayal, Gillian Anderson, Gurinder Chadha, Hugh Bonneville e Huma Qureshi al 67º Festival internazionale del cinema di Berlino

Il 30 aprile 2015 venne annunciato che Hugh Bonneville e Gillian Anderson sarebbero stati i protagonisti di un film storico intitolato Il palazzo del Viceré che sarebbe stato diretto da Gurinder Chadha, la quale avrebbe scritto la sceneggiatura con Paul Mayeda Berges e Moira Buffini. Il film, ambientato nel 1947 durante la Partizione dell'India, sarebbe stato prodotto da Chadha, Deepak Nayar e Paul Ritchie. Pathé e BBC Films avrebbero co-finanziato il film. Il 1 settembre 2015 venne annunciato che Manish Dayal, Huma Qureshi, Tanveer Ghani, Denzil Smith, Neeraj Kabi, Om Puri, Lily Travers, Michael Gambon e Simon Callow si erano uniti al cast del film.
Le riprese del film iniziarono il 30 agosto 2015 a Jodhpur, Rajasthan, India, e si protrassero per otto settimane.
Il film è stato distribuito nel Regno Unito il 3 marzo 2017.

## Colonna sonora

### Tracce
1. Viceroy's House – 2:39 – A. R. Rahman
2. Displacement – 2:35 – A. R. Rahman
3. Swearing In – 2:34 – A. R. Rahman
4. Jinnah Meets Mountbatten – 1:21 – A. R. Rahman
5. Limerence – 1:39 – A. R. Rahman
6. Gandhi – 1:09 – A. R. Rahman
7. Pamela and Alia Bond – 1:24 – A. R. Rahman
8. Dickie Is the Man – 3:06 – Rekha Sawhney
9. Two Broken Hearts – 3:13 – A. R. Rahman
10. Ahimsa – 2:46 – Rekha Sawhney
11. The Partition – 3:59 – Rekha Sawhney, Anand Bhate
12. Classified – 2:18 – A. R. Rahman
13. The Birth of Two Nations – 3:29 – A. R. Rahman
14. Exodus – 4:04 – Rekha Sawhney, Anand Bhate
15. Jeet Finds Alia – 3:03 – A. R. Rahman
16. The Cost of Freedom – 5:07 – A. R. Rahman

Durata totale: 44:26

### Versione Hindi
1. Do Dilon Ke – 4:45 – Shreya Ghoshal, Hariharan
2. Duma Dum Mast Kalander – 3:30 – Hans Raj Hans
3. Jindwa – 3:36 – Hans Raj Hans

Durata totale: 11:51

## Distribuzione
Il palazzo del Viceré è stato selezionato per essere proiettato fuori concorso alla 67ª edizione del Festival internazionale del cinema di Berlino il 12 febbraio 2017.
Il film è stato distribuito nel Regno Unito il 3 marzo 2017. La versione del film doppiata in lingua hindi è stata intitolata Partition: 1947 e distribuita in India il 18 agosto 2017, 3 giorni dopo il 70º anniversario del Giorno dell'indipendenza. È stato distribuito in tutto il mondo il 1 settembre 2017. In Italia il film è però stato distribuito solamente il 12 ottobre 2017. Il film è stato vietato in Pakistan per ragioni sconosciute.

## Accoglienza
Il film ha ricevuto in genere recensioni positive dai critici. Su Rotten Tomatoes il film ha una valutazione di approvazione del 76% basata su 41 recensioni, con una valutazione media di 6/10. Il New York Times ha elogiato il film per « [... ]aver raccontato una vasta storia senza far perdere interesse». il Washington Post lo ha definito « [...] educativo, se melodrammatico» ma ha concluso che «il film compie un compito difficile, raccontando un periodo complicato della storia».
Gurinder Chadha ha descritto il film come una visione della partizione dell'India che giustappone i punti di vista di dominatori e dominati, sul tipo della serie televisiva Su e giù per le scale. La regista ha difeso il suo film contro le critiche dell'eterodossia storica, dicendo che è stata guidata nella lavorazione del film dal libro The Shadow of the Great Game: The Untold Story of India's Partition di Singh Sarila, basato su documenti segreti scoperti nella British Library.
La poetessa e scrittrice pakistana Fatima Bhutto ha descritto il film come 'una pantomima servile di partizione'. Chadha in risposta ha dichiarato che "il suo film sulla partizione indiana del 1947 è ben lontano dall'ignorare la lotta per la libertà."